# Nederlands als vreemde taal
Nederlands als vreemde taal is het onderwijs Nederlands aan anderstaligen buiten het Nederlandse taalgebied. Onderwijs Nederlands als vreemde taal komt voor in verschillende institutionele contexten: in het reguliere onderwijs, in de volwasseneneducatie en aan universiteiten.

## Regulier onderwijs
Onderwijs Nederlands als vreemde taal in het reguliere onderwijs bestaat in België (Wallonië), Duitsland (Nedersaksen en Noordrijn-Westfalen) en Frankrijk (Hauts-de-France). Leerlingen met Frans of Duits als moedertaal leren Nederlands als eerste, tweede of derde vreemde taal. De meeste leerlingen zijn er in Wallonië (2007/2008: 201.689 leerlingen in het secundaire, 92.263 in het primaire onderwijs), maar ook in Duitsland volgt een aanzienlijk aantal leerlingen het vak Nederlands (Noordrijn-Westfalen 2006/2007: 15.066 leerlingen; Nedersaksen 2010: 4.535 leerlingen). In Wallonië, Nedersaksen en Noordrijn-Westfalen kan Nederlands deel uitmaken van het eindexamenpakket. Voor het onderwijs zijn er door de verantwoordelijke overheden eigen curricula ontwikkeld. Ook bestaan er eigen leergangen voor deze onderwijssituatie.

## Volwasseneneducatie
Verspreid over de hele wereld vindt men instituten die cursussen Nederlands als vreemde taal aanbieden. In Wallonië bestaan er instituten die uitsluitend cursussen Nederlands verzorgen, in Duitsland verzorgen meestal de VHS (volksuniversiteiten) cursussen Nederlands naast cursussen andere talen.
Buiten Europa is een belangrijk centrum voor de volwasseneneducatie in Jakarta, Indonesië. Het Erasmus Taalcentrum van de Nederlandse Taalunie verzorgt cursussen Nederlands voor Indonesiërs en biedt ondersteuning aan de andere centra voor het Nederlands in Indonesië.
Ook in andere landen bestaan er culturele centra die cursussen Nederlands aanbieden, zoals het Maison du Néerlandais in Parijs.

## Universiteiten
Bij bijna 220 universitaire instituten wereldwijd kan het vak Nederlands op universitair niveau worden gevolgd. Behalve in Europa zijn er instituten in de Verenigde Staten, in Indonesië en in Zuid-Afrika. In Wallonië, Hongarije en Duitsland (Nedersaksen en Noordrijn-Westfalen) kan naast de studie Nederlandse taal en letteren ook voor een universitaire lerarenopleiding worden gekozen die leidt tot lesbevoegdheid in het reguliere onderwijs. In Zuid-Afrika zijn de studierichtingen voor de talen Afrikaans en Nederlands bij de meeste universiteiten samengevoegd tot een studierichting. Zo heeft bijvoorbeeld de Universiteit Stellenbosch een speciaal departement vir Afrikaans en Nederlands.

## Ondersteuning
Op initiatief van de Nederlandse Taalunie zijn er een aantal centrale voorzieningen die vanuit het Nederlandse taalgebied ondersteuning bieden voor docenten en leerders van het Nederlands als vreemde taal.
- het Certificaat Nederlands als vreemde taal
- het Steunpunt Nederlands als vreemde taal (tot 1 september 2008)
- het Taaluniecentrum Nederlands als vreemde taal (sinds 1 april 2009)

## Verenigingen voor het Nederlands als vreemde taal
- Taaluniecentrum NVT (Nederlands als Vreemde Taal)
- Association for Low Countries Studies in Great Britain and Ireland (ALCS)
- American Association for Netherlandic Studies (AANS)
- Association des Néerlandistes de Belgique francophone (ANBF)
- Comenius - Vereniging voor Neerlandistiek in Midden- en Oost-Europa
- Fachvereinigung Niederländisch
- Internationale Vereniging voor Neerlandistiek
- Niederlandistenverband